# Tasajeras (Paimas)
Tasajeras es un caserío peruano ubicado en el distrito de Paimas, perteneciente a la provincia de Ayabaca del departamento de Piura, al norte del Perú. 

## Ubicación
Tasajeras se ubica al oeste de la provincia de Ayabaca, en el distrito de Paimas, en el departamento de Piura.

## Demografía
En 2017 Tasajeras tenía una población de 56 habitantes.
| Gráfica de evolución demográfica de Tasajeras entre 1993 y 2017 |
|                                                                 |
| Fuentes: Población 1993 y 2017                                  |